# Pannarai Pansiri
Pannarai Pansiri (thailändisch พันธุ์นารายณ์ พันธุ์ศิริ, * 9. Januar 1997) ist ein thailändischer Fußballtrainer.

## Karriere
Pannarai Pansiri begann seine Trainerkarriere als Jugendtrainer beim Erstligisten Bangkok United. Hier stand er von Januar 2020 bis Ende Mai 2020 unter Vertrag. Im Dezember 2020 unterschrieb er einen Vertrag als Cheftrainer beim Drittligisten Singha Golden Bells Kanchanaburi FC. Mit dem Verein aus Kanchanaburi spielte er in der Western Region der Liga. Im Januar 2022 wechselte er zum ebenfalls in Kanchanaburi beheimateten Zweitligisten Muangkan United FC. Hier übernahm er das Amt des Technischer Direktors. Nachdem Muangkan die Lizenz für die Liga verweigert wurde, ging er wieder als Cheftrainer zu seinem ehemaligen Verein Dragon Pathumwan Kanchanaburi FC. Bis Ende September 2022 stand er in Kanchanaburi an der Seitenlinie. Am 20. November 2022 übernahm er in Chainat das Amt des Cheftrainers beim Zweitligisten Chainat Hornbill FC. Bei dem Klub aus Chainat stand er bis Saisonende 2023/24 unter Vertrag.